# Wehntalbahn
| |                      |                                           |                                           |
| Streckennummer (BAV): | 761                  |                                           |                                           |
| Fahrplanfeld: | 760                  |                                           |                                           |
| Streckenlänge: | 12.07 km             |                                           |                                           |
| Spurweite: | 1435 mm (Normalspur) |                                           |                                           |
| Stromsystem: | 15 kV 16,7 Hz ~      |                                           |                                           |
| Maximale Neigung: | 20 ‰                 |                                           |                                           |
| Minimaler Radius: | 350 m                |                                           |                                           |
| |                      |                                           |                                           |
| Oberglatt–Niederweningen |                      |                                           |                                           |
| \| \| \| SBB von Zürich Oerlikon \| \| \| \| 13.12 \| Oberglatt \| 430 m ü. M. \| \| \| \| SBB nach Bülach \| \| \| \| \| Bülach-Baden-Bahn (Niederglatt–Wettingen) \| \| \| \| 15.07 \| Niederhasli \| 422 m ü. M. \| \| \| 17.46 \| Dielsdorf \| 429 m ü. M. \| \| \| 18.79 \| Steinmaur \| 451 m ü. M. \| \| \| 21.65 \| Schöfflisdorf-Oberweningen \| 461 m ü. M. \| \| \| 24.13 \| Niederweningen Dorf \| 452 m ü. M. \| \| \| 25.19 \| Niederweningen \| 444 m ü. M. \| |                      |                                           |                                           |
| Strecke |                      | SBB von Zürich Oerlikon                   | SBB von Zürich Oerlikon                   |
| Bahnhof | 13.12                | Oberglatt                                 | 430 m ü. M.                               |
| Abzweig geradeaus und nach rechts |                      | SBB nach Bülach                           | SBB nach Bülach                           |
| Kreuzung geradeaus unten (Querstrecke außer Betrieb) |                      | Bülach-Baden-Bahn (Niederglatt–Wettingen) | Bülach-Baden-Bahn (Niederglatt–Wettingen) |
| Haltepunkt / Haltestelle | 15.07                | Niederhasli                               | 422 m ü. M.                               |
| Bahnhof | 17.46                | Dielsdorf                                 | 429 m ü. M.                               |
| Haltepunkt / Haltestelle | 18.79                | Steinmaur                                 | 451 m ü. M.                               |
| Haltepunkt / Haltestelle | 21.65                | Schöfflisdorf-Oberweningen                | 461 m ü. M.                               |
| Haltepunkt / Haltestelle | 24.13                | Niederweningen Dorf                       | 452 m ü. M.                               |
| Kopfbahnhof Streckenende | 25.19                | Niederweningen                            | 444 m ü. M.                               |

Die Wehntalbahn, auch Wehntallinie oder Bahnstrecke Oberglatt–Niederweningen, ist eine normalspurige Eisenbahnstrecke im Schweizer Kanton Zürich.

## Geschichte

### Oberglatt–Niederweningen Dorf
Das erste Teilstück von Oberglatt nach Dielsdorf wurde am 1. Mai 1865 durch die Bülach-Regensberg-Bahn (BR) eröffnet, als Stichbahn von der gleichzeitig eröffneten Stammstrecke Oerlikon–Bülach. Im Hinblick auf die zu erwartenden Güter wurde die neue Strecke auch als Herdöpfelbahn (Zürichdeutsch für Kartoffelbahn) bezeichnet.
Die BR wurde per 1. Januar 1877 von der Nordostbahn (NOB) übernommen. Der Verlängerung der Stichstrecke ins Wehntal wurde schon damals geplant, verzögerte sich aber auf Grund von jahrelangen Streitigkeiten über die Linienführung und die Lage der Stationen, sowie wegen Geldmangel bei der NOB. Die Strecke nach Niederweningen – der heutigen Bahnstation Niederweningen Dorf – konnte am 12. August 1891 durch die NOB eröffnet werden. Aus dieser Zeit dürften auch die Übernamen Dschibuti–Adisabeba und Dschibuti Bahn stammen, die heute noch beim Bahnpersonal verbreitet sind. Beim Bau der Bahn wurden in einer Kiesabbaustelle in Niederweningen die Knochen von Mammuts gefunden.

### Surbtalbahn
Die NOB wurde per 1. Januar 1902 verstaatlicht und mit anderen grossen Privatbahnen zu den Schweizerischen Bundesbahnen (SBB) zusammengeschlossen. Der bereits Mitte des 19. Jahrhunderts kursierende Wunsch der Aargauer Gemeinden im Surbtal nach einer Bahnverbindung aus dem Grossraum Zürich nach Waldshut wurde 1915 nochmals konkret aufgenommen. Am 21. November 1916 wurde der Bau der Surbtalbahn in einem Bundesgesetz (SR 742.34) festgehalten und am 14. April 1917 in einem fakultativen Referendum bestätigt.
Zum Bau der Surbtalbahn von Niederweningen bis nach Döttingen an der 1859 eröffneten NOB-Bahnstrecke Turgi–Koblenz–Waldshut kam es allerdings nie. Das Vorhaben wurde mit der Streichung von SR 742.34 im Laufe des Jahres 1937 wieder aufs Eis gelegt.

### Niederweningen Dorf–Niederweningen
Zu einer letzten Verlängerung der Wehntalbahn kam es am 15. Mai 1938 durch die Eröffnung der knapp einen Kilometer langen Strecke bis an die Kantonsgrenze. Für den Bau der Strecke musste ein Haus im Dorfkern von Niederweningen eingerissen werden. Da der neue Streckenendpunkt am Werksareal und Hauptsitz des Maschinenbaukonzerns Bucher Industries den Namen Niederweningen erhielt, nennt sich die Bahnstation im Ortskern seither Niederweningen Dorf.

### Elektrifizierung

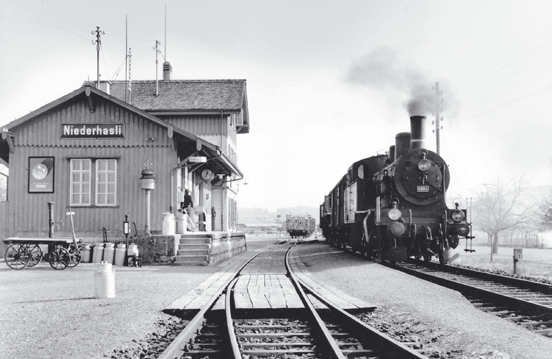
Bahnhof Niederhasli mit Dampfzug im Jahre 1959

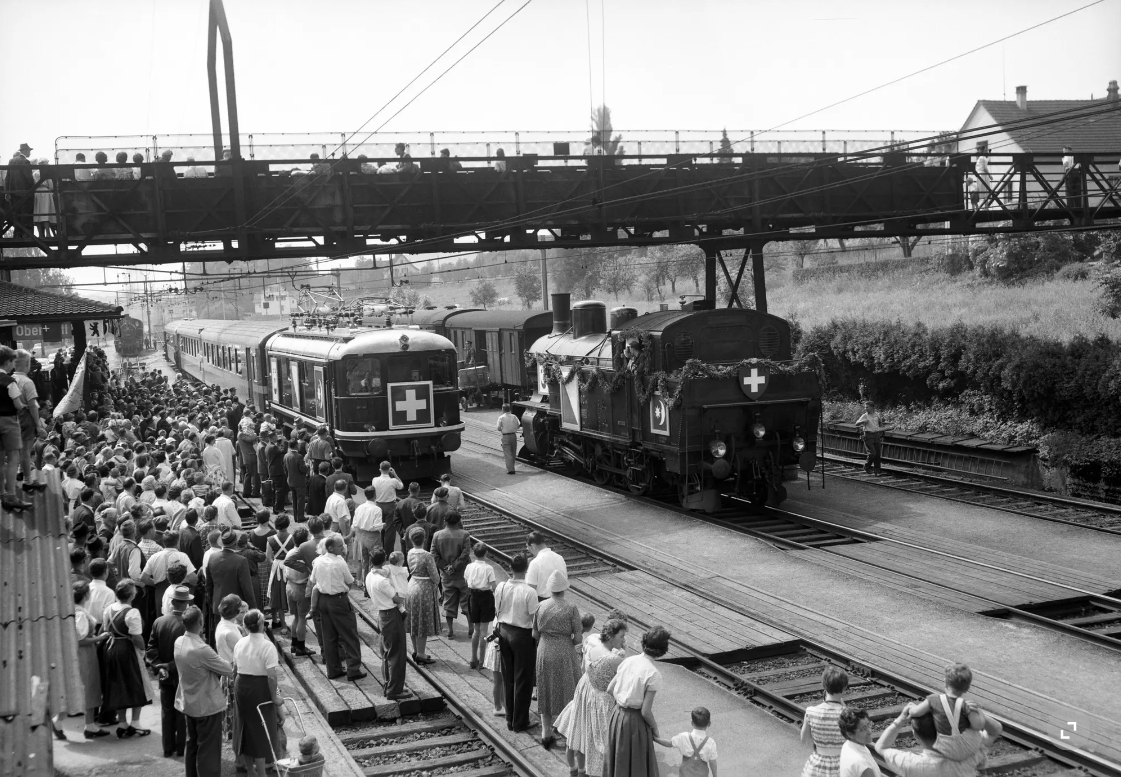
Feier der Elektrifizierung der Wehntalbahn in Oberglatt

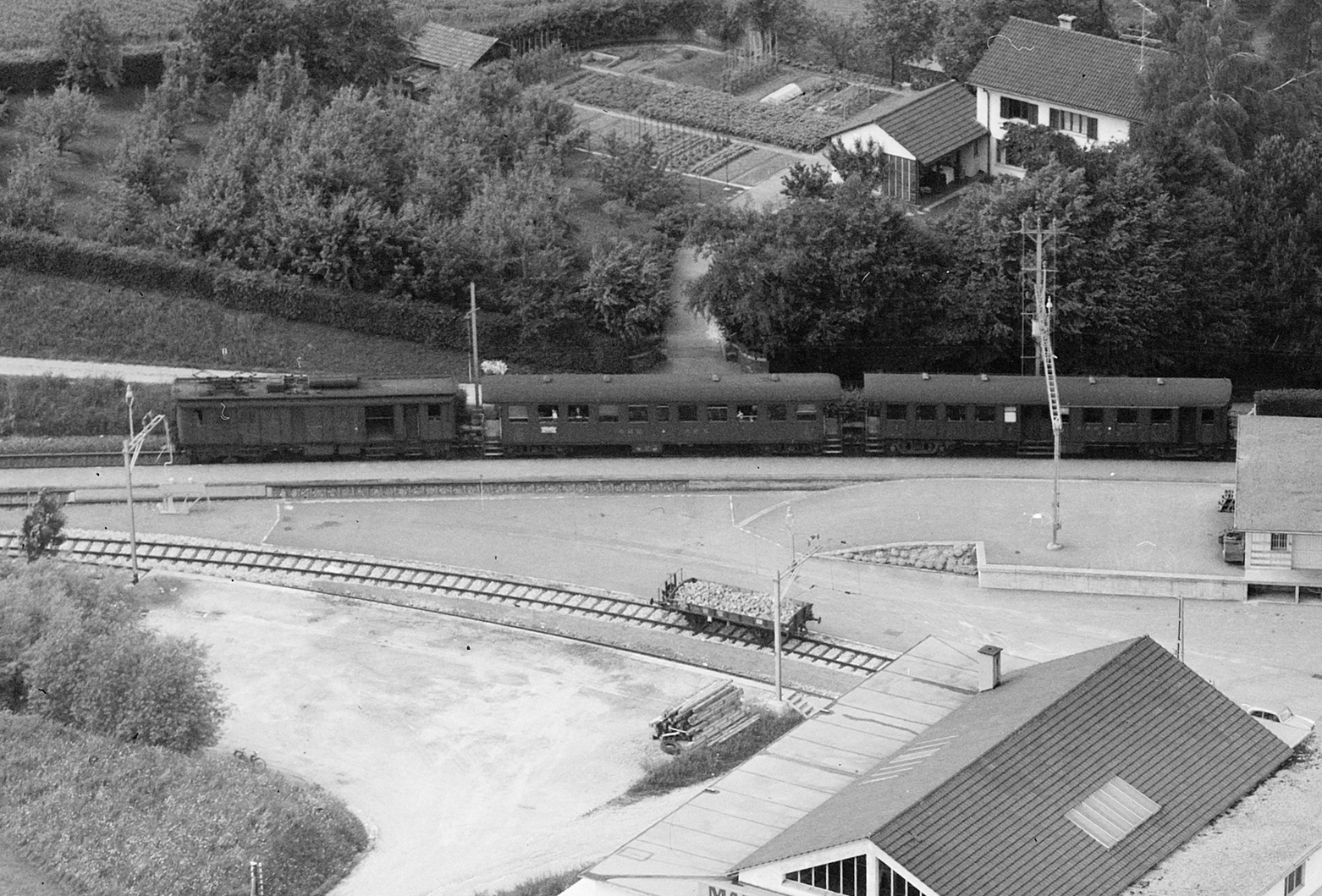
De 4/4-Pendelzug beim Bahnhof Steinmaur im Jahre 1963

Aufgrund der untergeordneten Bedeutung der Strecke durch das relativ dünn besiedelte Wehntal wurden keine größeren Ausbauten durchgeführt. Obwohl in den 50er Jahren probeweise ein Dieseltriebwagen der Mittelthurgaubahn verkehrte, blieb der Dampfbetrieb im Wehntal lange erhalten.
1957 stellte der Berner Architekt Ernst Walter Ebersold in einem Projekt zum Ausbau der Bahnanlagen im Raum Zürich eine Verbindung von Baden nach Niederweningen vor. Die Strecke wäre durch einen längeren Tunnel unter dem Hörndli, einem Ausläufer des Siggenbergs verlaufen und von Westen in Niederweningen eingeführt worden. Die Wehntalbahn wäre damit zur Durchgangslinie ausgebaut worden, die auch von Güterzügen von Basel und Olten in die Ostschweiz hätte genutzt werden können. Das Projekt wurde nicht weiter verfolgt.
Nachdem beschlossen wurde, die Wehntalbahn nicht stillzulegen, wurde der Oberbau der Strecke verstärkt und diese mit Wechselstrom (15 kV 16⅔ Hz) elektrifiziert. Der letzte Dampfzug verkehrte am 28. Mai 1960, wobei die bekränzte Eb 3/5 5804 als Zuglokomotive eingesetzt war. Mit der Eröffnung des elektrischen Betriebes am 29. Mai 1960 verschwand die zweitletzte SBB-Strecke, auf welcher der regelmässige Personenverkehr mit Dampflokomotiven abgewickelt wurde. Dampfloks verkehrten nur noch für einige Wochen länger im Tessin auf der Strecke Cadenazzo–Luino.
Im Zuge der Elektrifizierung wurden auf den teilweise unbedienten Bahnhöfen Schöfflisdorf und Niederhasli vereinfachte Sicherungsanlagen eingeführt. Die alten mechanischen Hebelstellwerke und die Einfahrsignale wurden entfernt, und die Handweichen wurden mit Schlössern versehen. Die Schlüssel konnten nur in der Grundstellung der Weiche abgezogen werden und mussten in einen Schlüsselkasten gesteckt werden, bevor die Ausfahrsignale der bedienten Nachbarbahnhöfe auf Fahrt gestellt werden konnten.

Ursprünglich waren alle Unterwegsbahnhöfe der einspurigen Strecke mit Ausweichgleisen versehen, die Kreuzungen erlaubten. Bis Ende der siebziger Jahre gab es auch noch regen Güterverkehr. Die Hauptkunden waren die Landmaschinenfabrik Bucher, die Mühle in Steinmaur, die Firma Maag und die BMW-Generalvertretung in Dielsdorf sowie die Sägerei in Niederhasli. In den achtziger Jahren wurden die Ausweichgleise der Stationen nur noch als Abstellgleise von überzähligen Schüttgutwagen der Weiacher Kies AG genutzt. 1978 wurde der Bahnpostverkehr eingestellt.

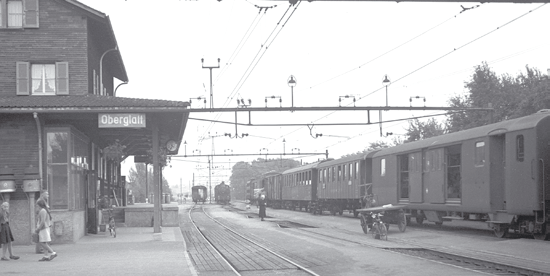
Bahnhof Oberglatt mit Zug aus Schaffhausen im Jahre 1951

Bis zum Umbau des Bahnhofs in Oberglatt im Rahmen der Einführung der Doppelspur auf der Strecke Bülach–Oerlikon im Jahre 1985 kreuzten sich die Züge der Schaffhauser-Linie vor dem ins Wehntal verkehrenden Zug, der auf Gleis 4 stand. Bei einer Kreuzung fuhr der aus Zürich kommende Zug auf Gleis 2 ein, und die Fahrgäste mussten gegen das Empfangsgebäude aussteigen. Für die Fahrgäste nicht sichtbar fuhr hinter dem stehenden Zug aus Zürich der Zug aus Schaffhausen in Gleis 3 ein, bevor ersterer seine Fahrt nach Schaffhausen fortsetzte. Der nun sichtbar werdende Zug nach Zürich wurde von den wartenden Fahrgästen oft mit dem Zug ins Wehntal verwechselt, so dass sie in den falschen Zug einstiegen und wieder nach Zürich zurück fuhren statt ins Wehntal zu gelangen. Der Zug ins Wehntal war für die Fahrgäste erst zugänglich, nachdem der Zug nach Zürich den Bahnhof verlassen hatte.
An Fahrzeugen wurden bis zur S-Bahn-Eröffnung hauptsächlich BDe 4/4-Pendelzüge eingesetzt, welche in den 1960er-Jahren die De 4/4-Pendelzüge ablösten. Während der morgendlichen Verkehrsspitze in Richtung Zürich kam jeweils eine Ae 4/7 mit schweren Umbauwagen zum Einsatz, die Niederweningen um 6 Uhr verliess und direkt nach Zürich verkehrte. Der vierteilige BDe 4/4-Pendelzug um 7 Uhr erhielt zwei Leichtstahlwagen als Verstärkung. Mit diesem Zug kam der Triebwagen bei der Anfahrt auf der 18 ‰-Rampe bei Schöfflisdorf ziemlich an die Lastgrenze, sodass bei unerfahrenen Lokführern oft das Maximalstromrelais auslöste und die Anfahrt wiederholt werden musste. Vor der S-Bahn-Eröffnung kamen mehr und mehr RBe 4/4-Pendelzüge zum Einsatz. Weiter verkehrte für kurze Zeit ein Verstärkungszug mit Be 4/6 während der Morgenspitze von Dielsdorf nach Oerlikon. Seltener kamen RABDe 12/12 ins Wehntal.
Für den Güterverkehr wurden Ae 4/7 benutzt, die den mittäglichen Güterzug ab Niederweningen führten. Die Sägerei in Niederhasli erhielt in den 1980er-Jahren zeitweise Importholzzüge mit französischen Wagen, die mit Re 6/6 bis ins Anschlussgleis der Sägerei geführt wurden.

### Integration in die S-Bahn Zürich
Als Vorbereitung für den S-Bahn-Betrieb wurden die meisten Nebengleise entfernt und sämtliche Stationen mit neuen 220-m-Bahnsteigen und Wartehallen ausgerüstet. Die meisten Bahnhöfe waren schon seit einigen Jahren nicht mehr besetzt und die Gebäude für private Nutzung weiter vermietet. Zugskreuzungen sind nur noch in Dielsdorf möglich.
Die Bahnanlagen wurden vereinfacht. Die privaten Anschlussgleise blieben nur noch in Steinmaur für den Getreidesilo und den Zuckerrübenverlad erhalten. Die grösste Bahnanlage der Strecke befindet sich an deren Endpunkt in Niederweningen, wo mehrere Gleise vorhanden sind, die einerseits eine kleine Abstellgleisgruppe für S-Bahn-Züge bilden und andererseits ins Bucher-Werksareal führen.
Als am 27. Mai 1990 die S-Bahn Zürich ihren Betrieb aufnahm, erhielten die Wehntaler erstmals auch tagsüber umsteigefreie Verbindungen nach Zürich. Alle Züge wurden auf DPZ umgestellt, wobei wegen der Bahnsteiglänge vorerst nur Doppeltraktionen, aber keine dreiteiligen Kompositionen verkehren konnten. Die Züge verkehrten als S 5 auf der Route Pfäffikon SZ–Zürich–Oberglatt–Niederweningen. Eine Besonderheit der S 5  war die Bedienung von zwei alternierenden Endpunkten im Zürcher Unterland. Die Züge verkehrten zwischen Pfäffikon und Oberglatt alle halbe Stunde, von Oberglatt fuhren die Züge abwechslungsweise ins Wehntal oder nach Bülach–Rafz, so dass auf diesen Streckenästen nur ein Stundentakt entstand. Während den Morgenspitzen wurden anfänglich einige Züge in Oberglatt vereint, was aber oft zu technischen Störungen führte. Der letzte Zug von Zürich wurde jeweils in Oberglatt geteilt, so dass ein DPZ ins Wehntal und der andere nach Rafz verkehrte.

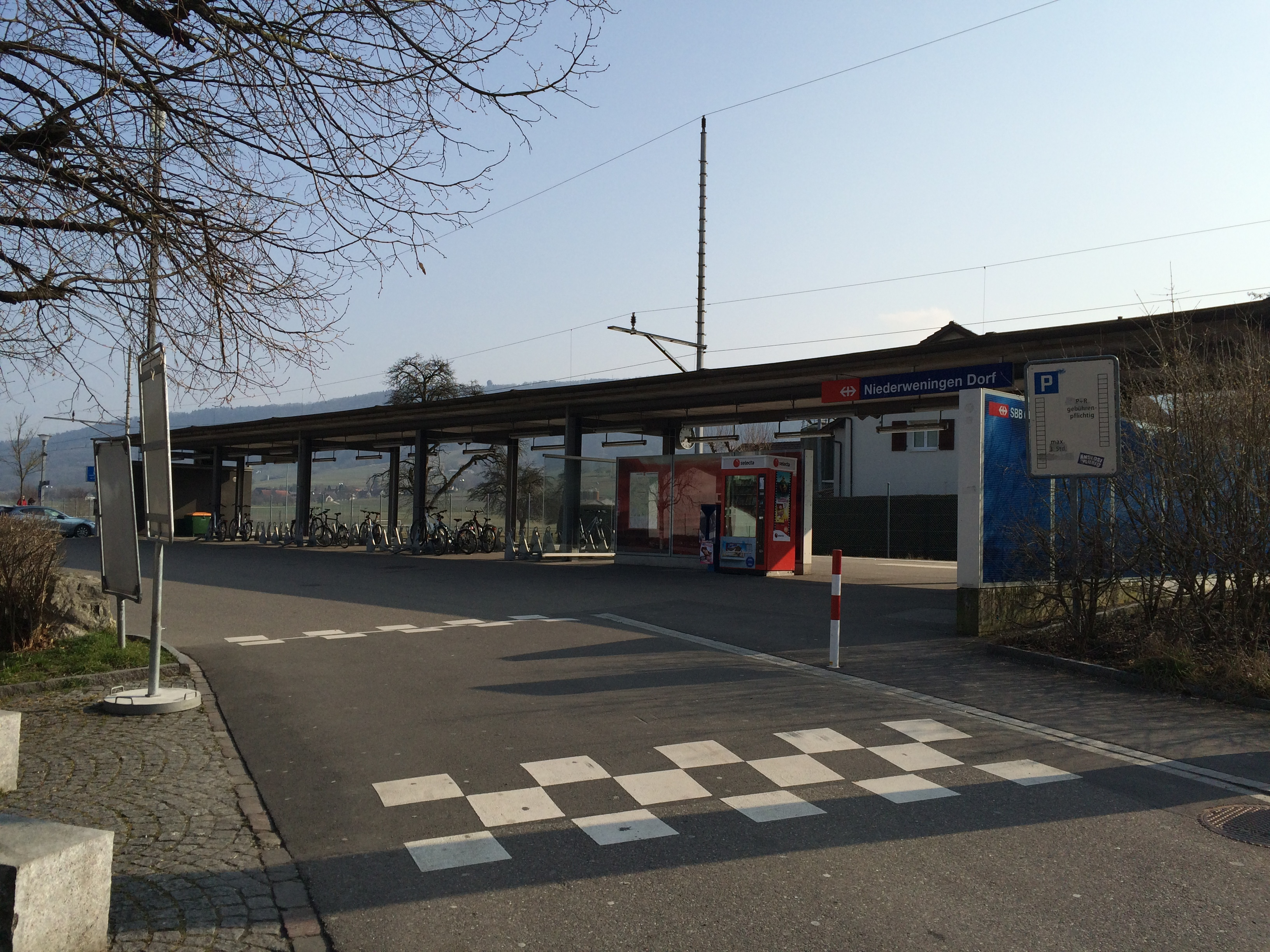
Im Jahre 1991 umgebaute Haltestelle Niederweningen Dorf

Bereits im Jahre 1991 wurden wegen den hohen Fahrgastzahlen weitere Ausbauten notwendig – im Besonderen bei den P&R-Anlagen, die auch von Pendlern aus dem Süddeutschen Raum benutzt wurden. Die Parkplätze in Niederweningen und Niederweningen Dorf wurden ausgebaut und gebührenpflichtig, was den Verkehr zu den damals noch gebührenfreien Parkplätzen in Schöfflisdorf umleitete, so dass dort auch ein Ausbau notwendig wurde und gleichzeitig eine Buswendeschleife für die Linie 555 nach Schleinikon erstellt wurde. Im selben Jahr wurde das 100-jährige Streckenjubiläum mit einem mit der C 5/6 2978 bespannten Dampfzug gefeiert.
Bis 1994 wurde der Stückgutverkehr im Wehntal aufrechterhalten. Die «Züge» bestanden bis zuletzt aus einem Wagen und einer Ae 4/7, seltener auch anderen Lokomotiven, wie Ae 6/6, Re 4/4 II oder sogar Re 460. Danach wurde das Wehntal im Güterverkehr von einer Em 3/3 von Niederglatt bedient. Die beiden in Dielsdorf stationierten Rangiertraktoren verschwanden.
Im Jahr 2004 gelangte als Kuriosum eine EW-III-Komposition als morgendlicher Verstärkungszug zum Einsatz, die später kurzzeitig durch eine EW-IV-Komposition ersetzt wurde.
2006 verschwand der regelmässige Güterverkehr im Wehntal, lediglich die Mühle Steinmaur wurde noch bei Bedarf bedient. Zuckerrüben konnten nur noch in Steinmaur und Niederweningen verladen werden.
Zum Fahrplanwechsel am 10. Dezember 2006 wurde die S 55  (Oberglatt–Niederweningen) eingeführt, die werktags stündlich auf der Wehntalbahn verkehrt und zusammen mit der S 5 von Bülach–Rafz eine zweite Fahrmöglichkeit pro Stunde und Richtung bot, die allerdings ein Umsteigen in Oberglatt erforderlich machte.
Ende September 2007 wurde die gesamte Strecke zwischen Oberglatt und Niederweningen an das Fernsteuerzentrum Zürich Oerlikon angeschlossen. Lediglich der Bahnhof Dielsdorf ist noch für den Fahrkartenverkauf und die Kundenberatung geöffnet.
Ab 2013 kam die aus dem Wehntal verkehrende S5 in Richtung Uster in der Abendspitze so an die Grenze der Kapazität, dass eine zweiteilige DPZ-Komposition nicht mehr genügte, um die Fahrgäste um 17:30 von Zürich abzutransportieren. Der Zug musste deshalb in Oberglatt durch eine dreiteilige Komposition ersetzt werden. Dadurch entstand seit der Einführung der S-Bahn die erste und einzige Umsteigeverbindung im Grundtakt der S 5 .

### Vierte Teilergänzung der S-Bahn
Auf den Fahrplanwechsel Ende 2015 wurde im Rahmen der vierten Teilergänzung der Zürcher S-Bahn alle Bahnhöfe der Strecke mit 320 m langen Perronkanten versehen, so dass längere Züge, wie zum Beispiel Dreifach-Kompositionen von DPZs verkehren können. Dieser 26 Millionen teure Ausbau ermöglichte die Einführung von halbstündlichen, umsteigefreien Verbindungen nach Zürich. Auf den Fahrplanwechsel wurde die S 55  aufgehoben und der westliche Ast der S 5  mit demjenigen der S 15  getauscht, so dass neu die S 15 Rapperswil – Uster – Zürich HB – Oberglatt – Niederweningen  das Wehntal bedient. Mit dieser Umstellung fielen auch die alternierenden Endpunkten der S-Bahn-Linie weg, weil die Züge in Richtung Bülach zur Linie S 9 Schaffhausen – Jestetten – Rafz – Zürich HB – Stettbach – Uster  wurden.
Diese Umstellung führte allerdings dazu, dass in Zürich HB die zur vollen Stunde fahrenden Fernverkehrszüge nicht optimal erreicht werden, weil die S-Bahn-Züge sieben Minuten nach der vollen Stunde eintreffen.

## Bahnhöfe
Ursprünglich waren entlang der ganzen Strecke Bahnhofsgebäude aus der Nordostbahn-Zeit zu finden. Im Zuge des Ausbaus im Rahmen der vierten Teilergänzung der S-Bahn wurden die Empfangsgebäude in Steinmaur, Schöfflisdorf-Oberweningen und Niederweningen abgebrochen und durch neue Wartebereiche mit Elementen aus dem RV05-Baukasten ersetzt. Ebenso verschwand das Anschlussgleis in Steinmaur.

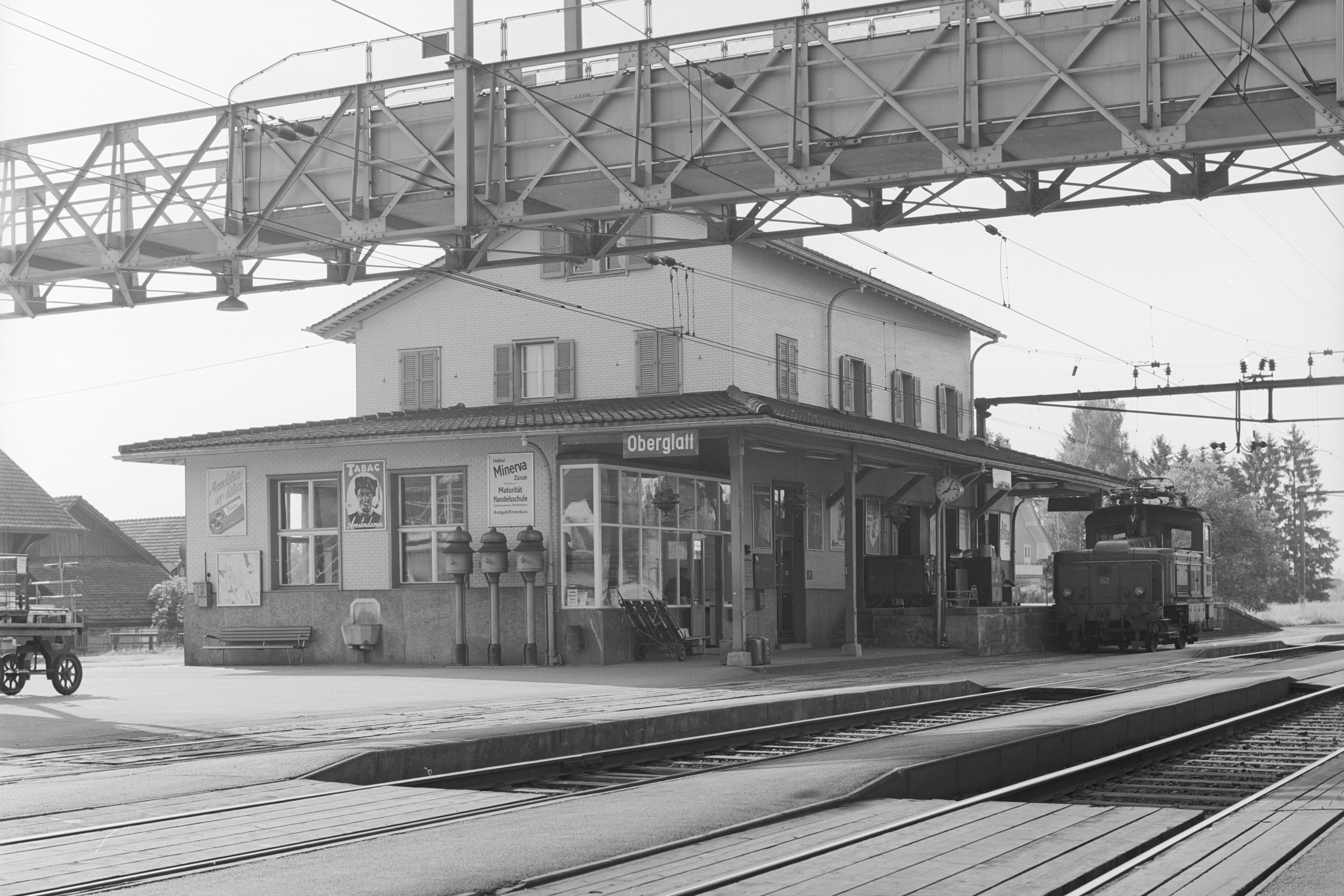
ca. 1984 abgebrochen und Fussgängerbrücke nach Oberhasli durch Unterführung ersetzt
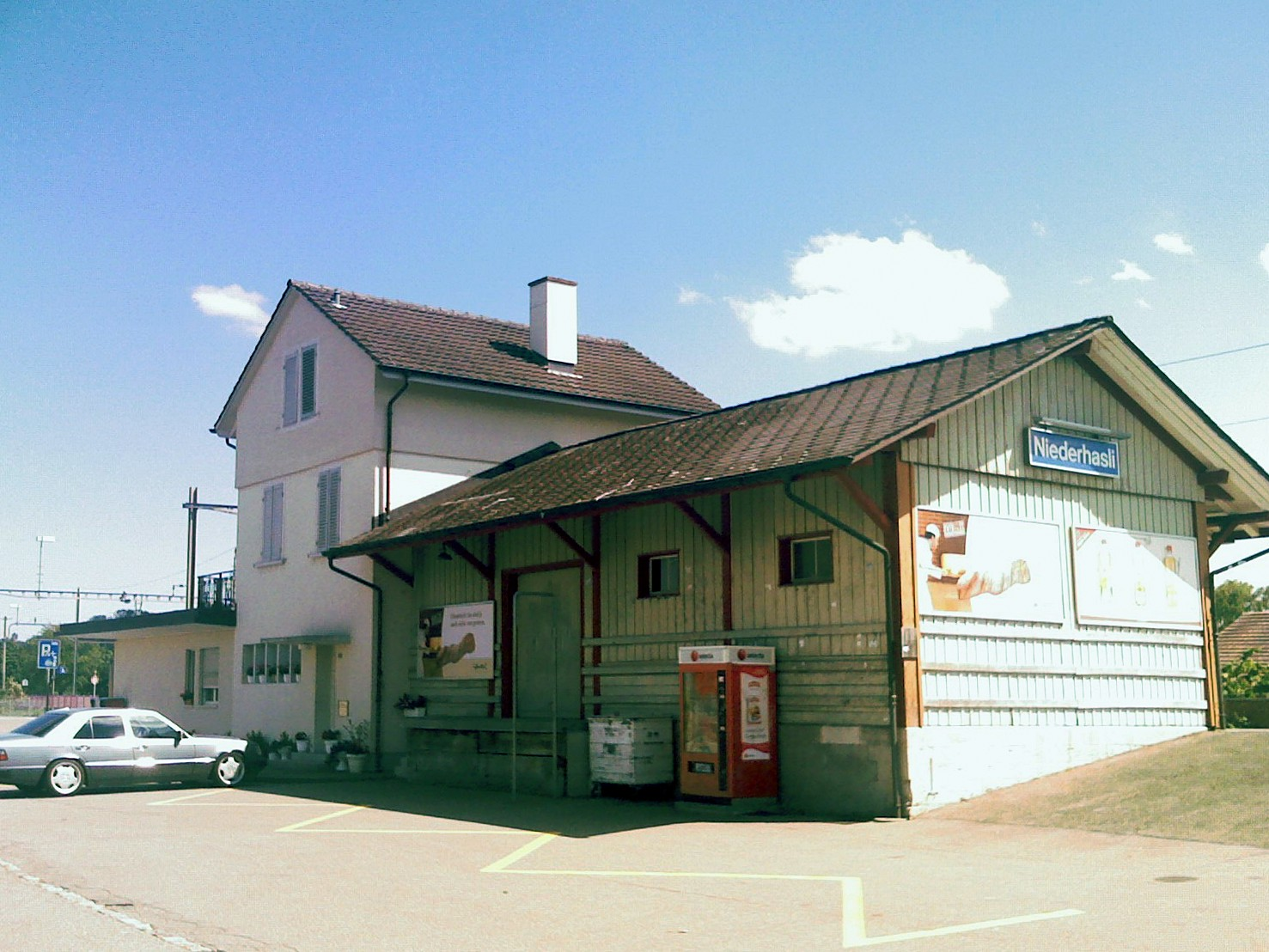
Bahnhof Niederhasli
Bahnhof Dielsdorf im Jahr 1975
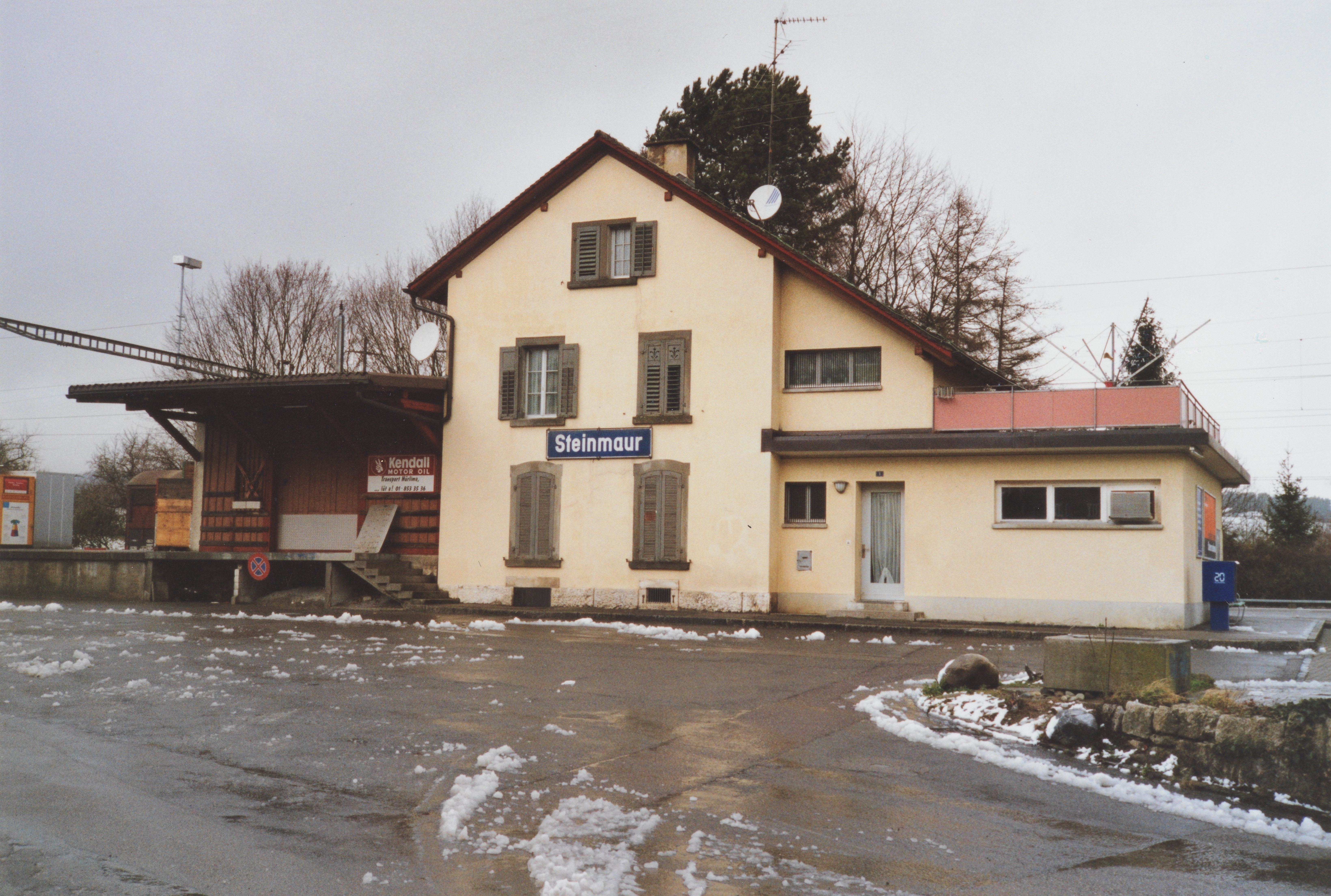
Bahnhof Steinmaur im Jahr 2004, abgebrochen 2011
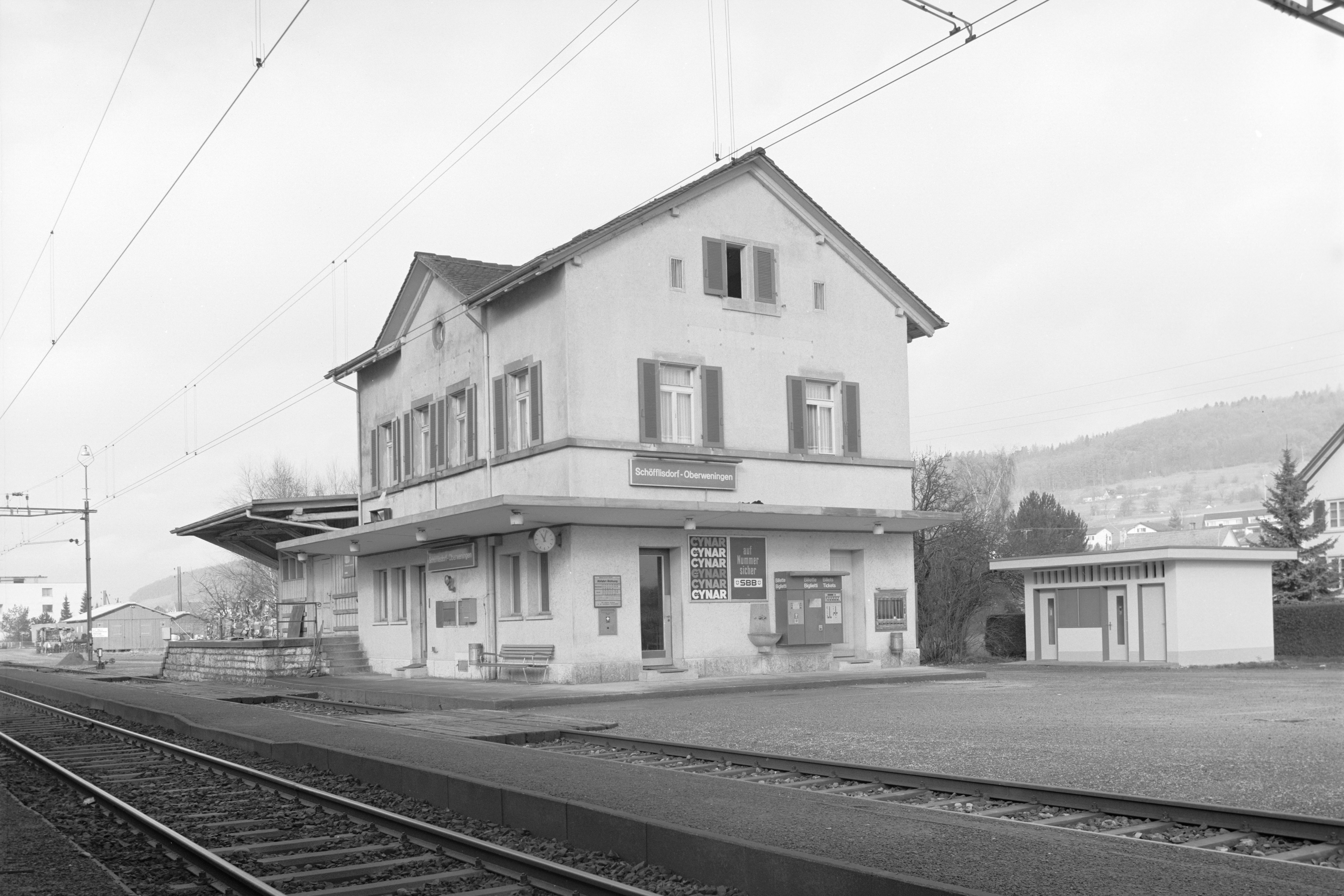
Bahnhof Schöfflisdorf-Oberweningen im Jahr 1975, 2015 abgebrochen, WC-Häuschen 2005 abgebrochen
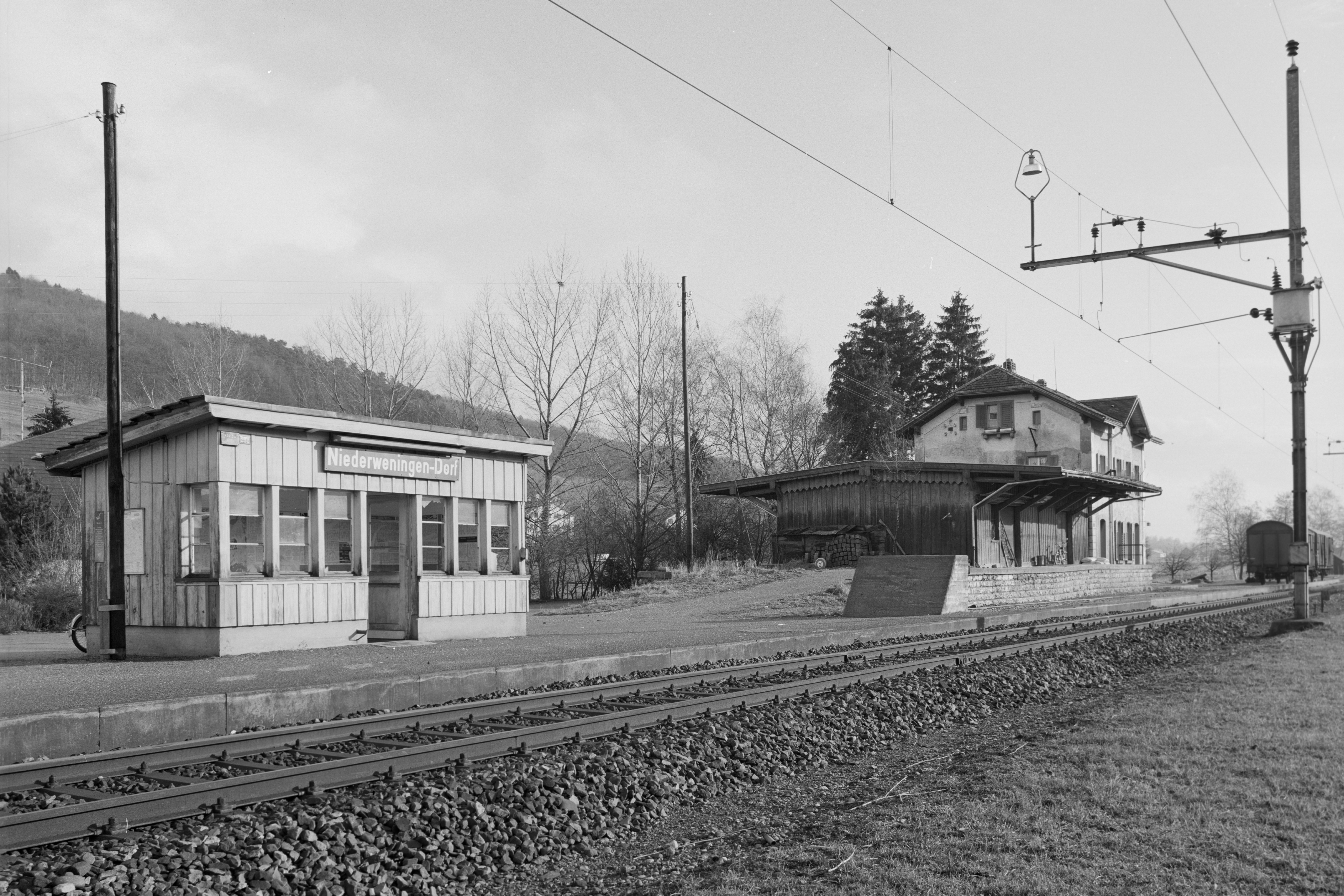
Haltestelle Niederweningen-Dorf mit altem Bahnhof, der seit 1938 nur noch für den Güterverkehr genutzt wurde. Haltestellen-Häuschen 1991 abgebrochen, Bahnhof 2005 abgebrochen
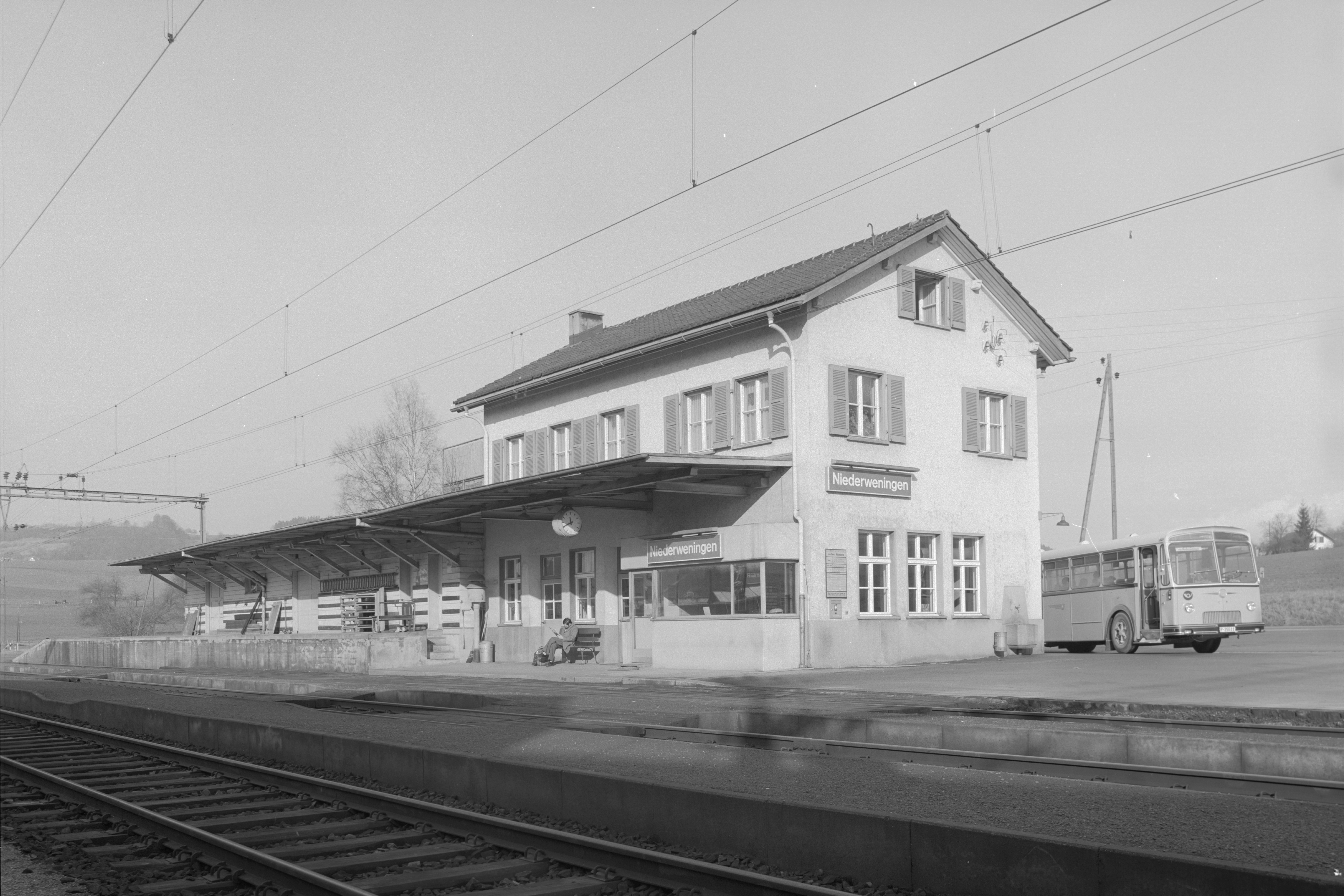
Bahnhof Niederweningen, Güterschuppen 2005 abgebrochen, Empfangsgebäude 2009 abgebrochen